# Scopula detentata
Scopula detentata là một loài bướm đêm trong họ Geometridae.